# Hollinwood
Hollinwood es un área de la ciudad de Oldham, en Gran Mánchester (Inglaterra). Se sitúa principalmente en la carretera A-62 de Inglaterra.
Históricamente una parte de Lancashire, Hollinwood antes era un pueblo en el municipio de Chadderton, pero la resolución jurisdiccional en 1713 estipulaba que Hollinwood debe estar dentro de Oldham, con la excepción de 20 acres (8,1 hectáreas).
- Datos: Q4499107
- Multimedia: Hollinwood, Greater Manchester / Q4499107